# Neófito I de Constantinopla
Neófito I (en griego: Νεόφυτος Α') (f. 1153), fue un clérigo del siglo XII que sirvió como Patriarca Ecuménico de Constantinopla en 1153.
Neófito fue un monje en el Monasterio de Theotokos como benefactor antes de ser elevado al trono patriarcal después de la muerte en el cargo de su predecesor. Su breve reinado como Patriarca de Constantinopla, de alrededor de un año, transcurrió sin incidentes, y  se retiró para convertirse en ascético. Su breve reinado fue durante el gobierno del emperador bizantino Manuel I Comneno.